# Handball-Regionalliga Süd 1987/88
Die Saison 1987/88 der Handball-Regionalliga  Süd war die neunzehnte Spielzeit, welche unter dem Dach des Süddeutschen Handballverbandes (SHV) organisiert wurde und nach der Bundesliga, und der 2. Bundesliga zu den dritthöchsten Spielklassen im deutschen Handball gehörte.

## Saisonverlauf
Süddeutscher Meister und Aufsteiger in die 2. Bundesliga wurde der TSV 1896 Rintheim. Vizemeister ohne Aufstiegsrecht wurde der TSV 1846 Nürnberg. Die Absteiger in die Oberligen waren HSG Konstanz, TSV Germania Malsch, TSV München-Ost und TV 1893 Neuhausen.

### Modus
vierzehn Mannschaften spielten eine Hin- und Rückrunde um die süddeutsche Meisterschaft und den Aufstieg
 in die 2. Bundesliga. Die Plätze elf bis vierzehn waren die Absteiger in die Landesverbände.

### Teilnehmer und Abschlussplatzierungen
Nicht mehr dabei waren ein Aufsteiger und drei Absteiger aus der Vorsaison. Neu dabei waren die
 Aufsteiger (N) aus den Oberligen Oberligen Südbaden, Baden, Württemberg und der Bayernliga.

### Männer
|     | Mannschaft                 | Spiele | Punkte |
| --- | -------------------------- | ------ | ------ |
| 1.  | TSV 1896 Rintheim          | 22 *   | 39:13  |
| 2.  | TSV 1846 Nürnberg          | 22     | 34:18  |
| 3.  | TV Oppenweiler             | 22     | 33:19  |
| 4.  | HG Erlangen (N)            | 22 *   | 31:21  |
| 5.  | SG Köndringen/Teningen (A) | 22     | 31:21  |
| 6.  | TSV 1860 Ansbach           | 22 *   | 30:22  |
| 7.  | TG 1848 Donzdorf (N)       | 22     | 30:22  |
| 8.  | TSV Birkenau               | 22 *   | 28:24  |
| 9.  | SC 1910 Käfertal (N)       | 22     | 28:24  |
| 10. | TV Hemsbach                | 22     | 21:31  |
| 11. | HSG Konstanz (N)           | 22     | 20:32  |
| 12. | TSV Germania Malsch        | 22     | 18:34  |
| 13. | TSV München-Ost            | 22     | 13:39  |
| 14. | TV 1893 Neuhausen          | 22     | 8:44   |

(A) = Absteiger aus der 2. Bundesliga, (N) = neu in der Liga (*) = hatte das bessere Torverhältnis
  Süddeutscher Meister und Aufsteiger zur 2. Bundesliga 1988/89

 Für die Regionalliga Süd 1988/89 qualifiziert

 Absteiger in die Bayernliga 1988/89

### Frauen
- Der TSV Germania Malsch wurde Süddeutscher Meister und hat sich für die 2. Bundesliga 1988/89 der Frauen qualifiziert.